# جون كونورز
جون كونورز (بالإنجليزية: John Connors)‏ هو عسكري أيرلندي، ولد في 1 أكتوبر 1830 في ليستاول ‏ في جمهورية أيرلندا، وتوفي في 29 يناير 1857 في كورفو في اليونان.